# Guys with Kids
Guys with Kids est une série télévisée américaine en 17 épisodes de 22 minutes créée par Charlie Grandy et Jimmy Fallon, diffusé entre le 12 septembre 2012 et le 27 février 2013 sur le réseau NBC aux États-Unis et sur le réseau Global au Canada.
Cette série est inédite dans tous les pays francophones.

## Distribution

### Acteurs principaux
- Anthony Anderson : Gary
- Zach Cregger : Nick Theyer
- Jesse Bradford : Chris Campbell
- Tempestt Bledsoe : Marny, femme de Gary
- Erinn Hayes : Sheila, ex-femme de Chris
- Jamie-Lynn Sigler : Emily Theyer, femme de Nick

### Enfants
- Mykayla Sohn : Violet
- Brian Mganga : Clark
- Marleik « Mar Mar » Walker : Yoda

### Invités
- Kareem Abdul-Jabbar : lui-même (épisodes 1 et 8)
- Alex McKenna : Megan (épisode 1)
- Brian Huskey (en) : Bryce (épisode 1)
- Bianca et Chiara D'Ambrosio : Violet (épisode 1)
- Eva Amurri : Jennifer (épisode 2)
- Marshall Manesh : Redondo (épisode 2)
- Brian Posehn : Victor (épisodes 4, 6 et 7)
- Marissa Jaret Winokur : Linda Allmendinger (épisode 6)
- Mark Consuelos : Andy (épisodes 9 et 14)
- Emmitt Smith : lui-même (épisode 9)
- David Shaughnessy (en) : Ian (épisode 9)
- Oliver Vaquer (en) : Matt (épisode 9)
- Fiona Gubelmann : Sage (épisodes 11 et 17)
- Natalija Nogulich : Oksana (épisode 11)
- Rick Fitts (en) : Minister (épisode 11)
- Taryn Southern : Erica (épisode 12)
- Ernie Hudson : The Judge (épisode 12)
- Sara Paxton : Stacee (épisode 15)
- Tim Russ : Specialist (épisode 16)
- Keshia Knight Pulliam : Bridget (épisode 17)
- Barret Swatek (en) : Joyce (épisode 17)

## Développement
Le développement de la série a débuté en octobre 2011 sous le titre DILFS. Le pilote a été commandé en janvier 2012, qui sera réalisé par Scott Ellis (en).
Dès février, les rôles ont été attribués dans cet ordre : Zach Cregger, Jamie-Lynn Sigler, Anthony Anderson, Jesse Bradford, Tempestt Bledsoe et Courtney Henggeler. Cette dernière sera remplacée par Sara Rue dans le rôle de Sheila et la série a adopté son titre actuel.
Le 9 mai 2012, NBC a commandé la série pour la saison 2012-2013, et a annoncé lors du dévoilement de la programmation quatre jours plus tard sa case horaire du mercredi à 20 h 30.
Le 14 juin 2012, NBC dévoile que le premier épisode sera diffusée le 12 septembre à 22 h après la diffusion de l'avant-dernier épisode d’America's Got Talent et la saison débutera le 26 septembre 2012. À la fin du mois, puisque Sara Rue a obtenu un rôle régulier dans la série Malibu Country sur ABC, le rôle de Sheila a été ré-attribué à Erinn Hayes. Certaines scènes du pilote original avec Sara ont été tournées de nouveau avec Erinn.
Parmi les invités annoncés : Eva Amurri, Marissa Jaret Winokur, Mark Consuelos, Ernie Hudson et Keshia Knight Pulliam.
Le 23 octobre 2012, NBC a commandé cinq scripts additionnels, qui ammène NBC à commander le mois suivant quatre épisodes supplémentaires, portant le nombre d'épisodes à 17.
Le 9 mai 2013, NBC a annulé la série.

## Fiche technique
- Producteurs exécutifs : Jimmy Fallon, Charlie Grandy, Lorne Michaels et Amy Ozols
- Société de production : Universal Television

## Épisodes
| №  | Titre                 | Réalisation                | Scénario                                                                                 | Première diffusion | Audience (millions) |
| -- | --------------------- | -------------------------- | ---------------------------------------------------------------------------------------- | ------------------ | ------------------- |
| 1  | Pilot                 | Scott Ellis (en)           | Histoire : Jimmy Fallon, Charlie Grandy et Amy Ozols Mise en scène : Charlie Grandy (en) | 12 septembre 2012  | 6,25                |
| 2  | Chris' New Girlfriend | Michael Lembeck            | Keith Heisler                                                                            | 26 septembre 2012  | 4,84                |
| 3  | Marny Wants a Girl    | Ken Whittingham            | Courtney Lilly                                                                           | 3 octobre 2012     | 4,76                |
| 4  | The Standoff          | Michael Lembeck            | Histoire : Charlie Grandy Mise en scène : Rick Wiener et Kenny Schwartz                  | 10 octobre 2012    | 4,19                |
| 5  | Gary's Day Off        | Ken Whittingham            | Matt Lawton                                                                              | 17 octobre 2012    | 4,41                |
| 6  | Apartment Halloween   | Leonard R. Garner Jr. (en) | Donald Diego                                                                             | 24 octobre 2012    | 3,84                |
| 7  | The Bathroom Incident | Michael Lembeck            | Charlie Grandy                                                                           | 31 octobre 2012    | 3,62                |
| 8  | First Birthday        | Leonard R. Garner Jr.      | Alan R. Cohen & Alan Freedland                                                           | 14 novembre 2012   | 3,91                |
| 9  | Thanksgiving          | Betsy Thomas (en)          | Keith Heisler                                                                            | 21 novembre 2012   | 3,47                |
| 10 | Christmas             | Michael Lembeck            | Histoire : Charlie Grandy Mise en scène : Rick Wiener et Kenny Schwartz                  | 5 décembre 2012    | 3,59                |
| 11 | First Word            | Leonard R. Garner Jr.      | Histoire : Rick Weiner et Kenny Schwartz Mise en scène : Charlie Grandy                  | 2 janvier 2013     | 4,39                |
| 12 | Marny's Dad           | Betsy Thomas               | Courtney Lilly                                                                           | 9 janvier 2013     | 3,97                |
| 13 | Me Time               | Michael Lembeck            | Alan R. Cohen et Alan Freedland                                                          | 30 janvier 2013    | 2,93                |
| 14 | The Will              | Mark Cendrowski            | Lauren Caltagirone                                                                       | 6 février 2013     | 3,2                 |
| 15 | Gary's Idea           | Leonard R. Garner Jr.      | Lauren Caltagirone et Donald Diego                                                       | 13 février 2013    | 2,85                |
| 16 | Rare Breed            | Leonard R. Garner Jr.      | Histoire : Charlie Grandy Mise en scène : Rick Weiner et Kenny Schwartz                  | 20 février 2013    | 2,83                |
| 17 | Divorce Party         | Betsy Thomas               | Matt Lawton                                                                              | 27 février 2013    | 3,03                |